# Northwood (Kent)
Northwood – osada w Anglii, w hrabstwie Kent, w dystrykcie Thanet. Leży 3 km od miasta Ramsgate. W 2018 miejscowość liczyła 6804 mieszkańców.